# Charlize Mörz
Charlize Mörz (Eisenstadt, 10 de octubre de 2005) es una deportista austriaca que compite en gimnasia artística. En la Copa del Mundo de Bakú 2024, se convirtió en la primera gimnasta austriaca en ganar una medalla de oro en la serie de la Copa del Mundo de la FIG . Representará a Austria en los Juegos Olímpicos de París 2024. Ha representado a su país en tres Campeonatos del Mundo (2021, 2022 y 2023). En el nivel junior, es campeona de Austria en el All-Around de 2020 y dos veces medallista de plata senior de Austria en el All-Around (2022, 2023). Es dos veces campeona nacional en ejercicio de suelo.

## Primeros años de vida
Mörz nació en Eisenstadt y tiene dos hermanas, Alissa (n. 2002) y Collien (n. 2006), que también compiten en gimnasia de élite. También tienen un hermano menor llamado Nicholas. Su padre es el exfutbolista profesional Michael Mörz, que jugó para la selección de fútbol de Austria, y su madre, Nina, es profesora de escuela primaria. Comenzó a formarse en gimnasia artística a los cuatro años. Ganó el título completo en el Campeonato Juvenil de Austria de 2016 con cortes en la cara debido a una fuerte caída en el entrenamiento.

## Carrera juvenil
Mörz hizo su debut internacional en el Memorial Elek Matolay 2017, donde terminó séptima en la general y sexta en la final de barra de equilibrio. Luego, en el Campeonato de Austria de 2017, terminó sexta en la clasificación general. En la final del evento, quedó quinta en el ejercicio de salto y piso y cuarta en las barras asimétricas. En el Zelena Jama Open 2018, Mörz ganó la medalla de plata en la competición general detrás de la gimnasta checa Nela Kaplanova. En el Campeonato de Austria volvió a quedar sexta en la categoría general. En la final del evento, ganó una medalla de plata en barra de equilibrio y una medalla de bronce en ejercicio de suelo. También quedó cuarta en la final de salto.
Mörz comenzó la temporada 2019 en el Elek Matolay Memorial, donde terminó 20.ª en la clasificación general. Luego quedó séptima en la competición general de la Copa Juvenil Preolímpica celebrada en Essen. En la Copa Züri-Oberland quedó octava en el all-around.  Representó a Austria en el Festival Olímpico de la Juventud Europea de 2019 y ayudó al equipo a quedar en el puesto 20. En el Campeonato de Austria terminó cuarta en la clasificación general. Luego, en la final del evento, ganó medallas de plata en el ejercicio de salto y piso y una medalla de bronce en las barras asimétricas.
Mörz ganó el título general en el Campeonato de Austria de 2020. También ganó el título de salto y ganó la medalla de bronce en las barras asimétricas, y quedó quinta en el ejercicio de piso. Esta fue su única competencia en 2020.

## Carrera sénior

### 2021
Mörz cumplió la edad elegible para las competiciones sénior en 2021. Hizo su debut absoluto en el Campeonato de Austria, quedando noveno en la clasificación general. Luego, en la final del evento, ganó medallas de bronce tanto en salto como en ejercicio de piso. Luego hizo su debut internacional absoluto en la Copa Mundial Desafío de Osijek y quedó octava en la final de salto. Fue seleccionada para el equipo del Campeonato Mundial de 2021 para hacer su debut en el Campeonato Mundial. Compitió en salto, barra de equilibrio y ejercicios de piso, pero no avanzó a ninguna final.

### 2022
Mörz comenzó la temporada en el Campeonato de Austria y ganó la medalla de plata en la categoría general detrás de Carina Kröll. Ganó el título del evento en ejercicios de piso y quedó en cuarto lugar tanto en salto como en barra de equilibrio. Luego ayudó a Austria a quedar quinta en el Austrian Team Challenge. Compitió en el Campeonato de Europa. Allí se convirtió en la primera gimnasta en realizar un salto con un giro completo en posición pasada. Sin embargo, el elemento no se consideró lo suficientemente difícil como para llevar el nombre de Mörz, pero la habilidad ahora está incluida en el código de puntos. Ayudó al equipo austriaco a quedar en el puesto 11 en la ronda de clasificación. Luego compitió con el equipo austriaco que quedó en el puesto 19 en el Campeonato Mundial.

### 2023
Mörz comenzó la temporada en el Magglingen Friendly y quedó séptimo en la clasificación general. Luego ayudó al equipo austriaco a quedar en el puesto 12 en la ronda de clasificación del Campeonato Europeo. En el Mundial de El Cairo quedó sexta en la final de ejercicios de suelo. Luego, en el Campeonato de Austria, ganó la medalla de plata en la prueba general y ganó el oro en ejercicios de suelo, la plata en salto y el bronce en barra de equilibrio. Luego ayudó a Austria a ganar la competición por equipos en Linz Family y quedó segunda en la competición general. Se clasificó para la final de ejercicios de suelo de la Copa Mundial Challenge de París, quedando octava. Luego, en el Campeonato Mundial de Amberes, ayudó a Austria a terminar en el puesto 20 en la ronda de clasificación.

### 2024
Mörz comenzó el año en la Copa del Mundo de El Cairo, el primer evento de la serie de Copas del Mundo FIG 2024. Avanzó a la final de ejercicios de suelo en primer lugar con una puntuación de 13 200. Esta fue la primera vez que una gimnasta austriaca se clasificó en primer lugar para una final de la Copa Mundial de la FIG. En la final quedó cuarta con una puntuación de 12,633. Este fue el mismo puntaje que el medallista de bronce Laura Casabuena de España, pero Mörz fue degradado debido a procedimientos de desempate. Ganó 20 puntos para la clasificación olímpica. Una semana después, Mörz asistió al segundo evento de la Copa Mundial de la FIG en Cottbus, Alemania. Quedó tercera en la final de ejercicios de suelo detrás de Zhou Yaqin y Xinyi Chen de China, con una puntuación de 13 100. Como gimnasta elegible con el puesto más alto, obtuvo 30 puntos para la clasificación olímpica.
Mörz ganó la medalla de oro en el ejercicio de suelo en el Mundial de Bakú con una puntuación de 13,566. Esta fue la primera vez que una gimnasta austriaca ganó una medalla de oro en la serie de la Copa Mundial de la FIG. Ganó otros 30 puntos para la clasificación olímpica y matemáticamente aseguró una plaza olímpica. A pesar de haber conseguido ya una plaza olímpica, todavía compitió en la Copa Mundial de Doha y terminó séptima en ejercicios de suelo. Fue la ganadora general de la serie de la Copa Mundial FIG 2024 en ejercicios de suelo.
Mörz compitió en el Campeonato Europeo y fue el primer reserva para la final de ejercicios de suelo.